# Gissur Hallsson
Gissur Hallsson (1125 – 1206) fue un caudillo medieval, goði y lagman (lögsögumaður) de Islandia en el siglo XII. Desempeñó su cargo desde 1181 hasta 1202. Gissur pertenecía al clan familiar de Haukdælir, hijo de Hallur Teitsson, obispo de Haukadalur. Þorlákur Runólfsson lo apadrinó y le mantuvo bajo protección pero murió en 1133 y posiblemente tuvo que regresar con sus padres. Más tarde, en su juventud viajó al sur acompañando al obispo Klængur Þorsteinsson que en 1152 le llevó consigo a Bari y Roma. La saga Sturlunga cita que escribió un libro sobre sus viajes, probablemente en latín, pero no ha sobrevivido ninguna copia; también cita que estuvo al servicio de Sigurd II de Noruega.

## Herencia
Gissur tuvo descendencia al menos con seis mujeres:
- Con Álfheiður Þorvaldsdóttir (1135 - 1200), hija de Þorvald auðgi Guðmundsson:
  - Þuríður Gissurardóttir (n. 1150), que sería esposa de Tumi Kolbeinsson.
  - Kolfinna Gissurardóttir (n. 1154), que sería esposa de Ari Þorgilsson.
  - Þorvaldur Gissurarson.
  - Hallur, abad de Helgafell.
  - Magnús Gissurarson, obispo de Skálholt.

- Con Sæhildur Grímsdóttir (n. 1134), hija de Grímur Ingjaldarson:
  - Grímur Gissurarson (1152 - 1191)

- Con Þuríður Árnadóttir (n. 1134):
  - Halldóra Gissurardóttir (n. 1155).

- Con Þórný Vigfúsdóttir (n. 1145):
  - Þórdís Gissurardóttir (n. 1163), que sería esposa de Þorsteinn Jónsson (n. 1159), un hijo de Jón Loftsson.
  - Valgerður Gissurardóttir (n. 1171), que sería esposa de Teitur Ásleiksson (n. 1167).

- Con Þorbjörg Hreinsdóttir (n. 1133), hija del abad Hreinn Styrmisson (1100 - 1171) de Borgarfjörður.[6]
  - Vilborg Gissurardóttir (n. 1153),[7] que sería esposa de Teitur Hauksson (n. 1149).

- Con una dama desconocida:
  - Teitur Gissurarson (1175 - 1214).